# Jamaicabrunfelsia
Jamaicabrunfelsia (Brunfelsia undulata) är en art i familjen potatisväxter från Jamaica. Odlas ibland som krukväxt i Sverige.
Jamaicabrunfelsia är en städsegrön, välförgrenad buske som blir 3-6 m i naturen, i kruka till ca 1 m. Bladen är 5-18 cm långa, ovala, läderartade och glänsande gröna. Blommorna är 6-10 cm långa och 3-5 cm i diameter, vita med vågig kant, de är väldoftande. Blommorna håller i cirka en vecka innan de gulnar.
Förväxlas ibland med nattbrunfelsia (B. americana).

## Sorter
'White Caps' - kompakt sort som blommar rikligare än arten.

## Odling
Se släktet